# Витрембовиці
Витрембовиці (пол. Wytrębowice) — село в Польщі, у гміні Лисомиці Торунського повіту Куявсько-Поморського воєводства.
Населення — 355 осіб (2011).
У 1975-1998 роках село належало до Торунського воєводства.

## Демографія
Демографічна структура станом на 31 березня 2011 року:
|          | Загалом | Допрацездатний вік | Працездатний вік | Постпрацездатний вік |
| -------- | ------- | ------------------ | ---------------- | -------------------- |
| Чоловіки | 167     | 43                 | 109              | 15                   |
| Жінки    | 188     | 42                 | 114              | 32                   |
| Разом    | 355     | 85                 | 223              | 47                   |